# Labastide-Esparbairenque
Labastide-Esparbairenque település Franciaországban, Aude megyében. Lakosainak száma 62 fő (2022. január 1.). Labastide-Esparbairenque Cabrespine, Fournes-Cabardès, Les Ilhes, Pradelles-Cabardès, Roquefère és Mazamet községekkel határos.

## Népesség
A település népessége az elmúlt években az alábbi módon változott:
| Lakosok száma | 113  | 86   | 94   | 87   | 84   | 86   | 73   | 64   | 61   | 62   |
|               | 1968 | 1982 | 1990 | 2006 | 2013 | 2015 | 2017 | 2019 | 2020 | 2022 |